# Klüsserath
Klüsserath est une municipalité de la Verbandsgemeinde Schweich an der Römischen Weinstraße, dans l'arrondissement de Trèves-Sarrebourg, en Rhénanie-Palatinat, dans l'ouest de l'Allemagne.

## Liens externes

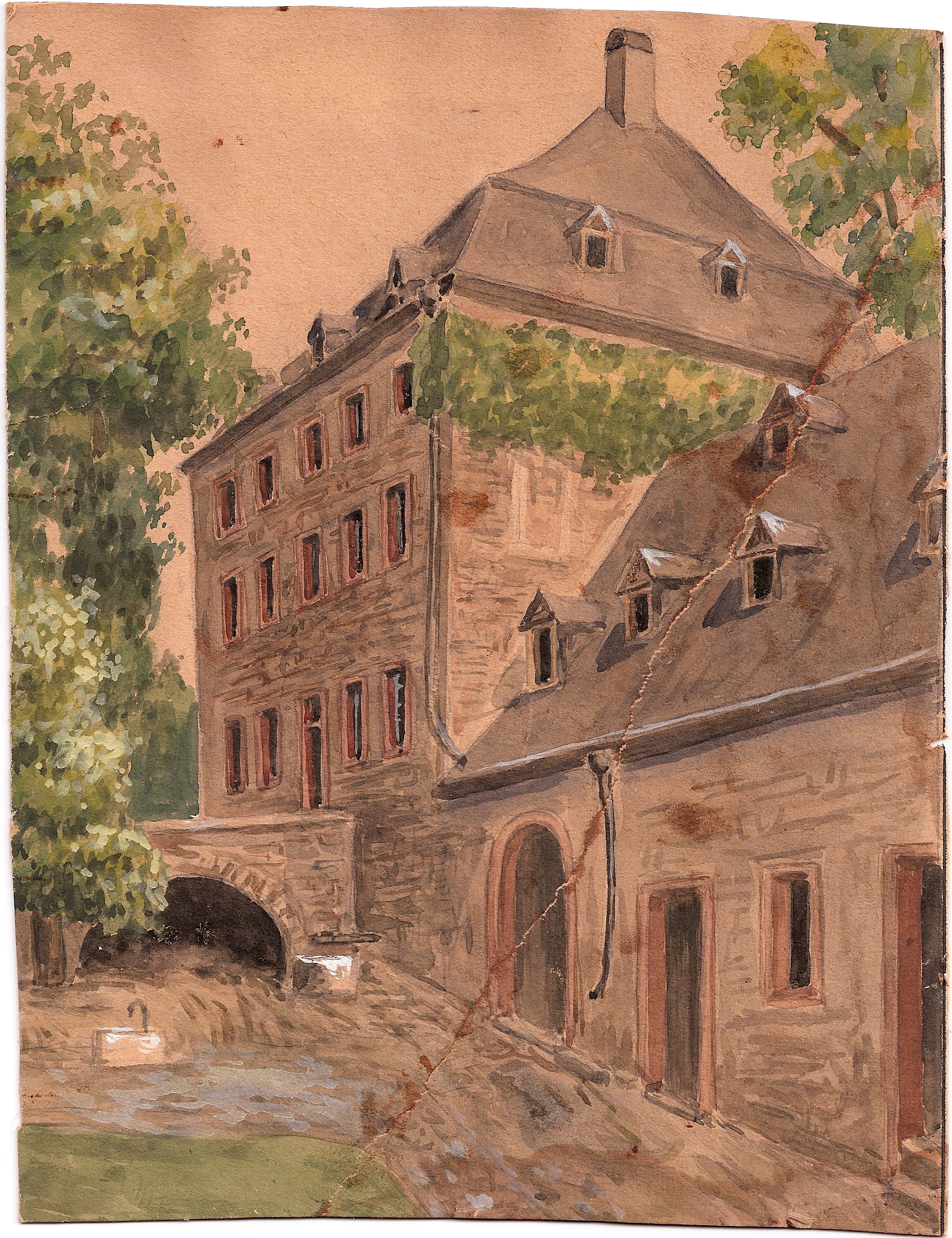
Le château de Klusserath date de 1200-1300. Il a appartenu à la famille Gebert de 1803 à 1944, et ensuite pendant quelques années, de 1944 à 1960 à Sever von Blankenfeld. Cette peinture doit dater de 1850-1900